# Social Hypocrites
Social Hypocrites è un film muto del 1918 diretto da Albert Capellani.

## Trama
Ingiustamente accusato di essere un baro dal conte St. Albans, il colonnello Francis Fielding viene ostracizzato dalla società londinese e costretto a trasferirsi all'estero. A Parigi, sua moglie muore e lui resta da solo con la figlia, la piccola Leonore. La ragazzina, rimasta orfana anche del padre, viene adottata dalla zia, Lady Mountstephen, che però la tratta con alterigia, rifiutandosi anche di coprire i debiti lasciati dal fratello. Leonore, per trovare il denaro, accetta un prestito da Lord Royle Fitzmaurice, un aristocratico sposato segretamente a Lady Vanessa Norton. Quest'ultima, gelosa di Leonore che crede abbia una relazione con il marito, la invita a un ricevimento a casa sua. Durante una partita, dopo averle dato un mazzo di carte segnate, la accusa di barare. Ma la duchessa di St. Keverne, che da giovane era innamorata del colonnello Fielding, la scagiona trovando il mazzo non segnato nella borsetta di Vanessa.
Leonore sposa Frank Simpson, un amico di vecchia data della famiglia Fielding. Il nome di suo padre verrà poi riabilitato quando il vecchio conte di St. Albans confesserà di aver accusato falsamente Fielding.

## Produzione
Il film fu prodotto dalla Metro Pictures Corporation

## Distribuzione
Distribuito dalla Metro Pictures Corporation, uscì nelle sale cinematografiche USA il 6 aprile 1918. In Francia, è conosciuto con il titolo Une infamie.